# Arhidieceza de Częstochowa
Arhidieceza romano-catolică de Częstochowa (în latină Archidioecesis Czestochoviensis) este una dintre cele paisprezece arhiepiscopii mitropolitane ale Bisericii Romano-Catolice din Polonia, cu sediul în orașul Częstochowa. În prezent are două episcopii sufragane: Dieceza de Radom și Dieceza de Sosnowiec.

## Istoric
Episcopia de Częstochowa a fost inființată pe data de 28 octombrie 1925 de către Papa Pius al XI-lea. Inițial a fost o sufragană a Arhiepiscopiei de Cracovia. În anul 1992, în urma reorganizării diecezelor poloneze, Papa Ioan Paul al II-lea a decis ridicarea episcopiei la rangul de arhiepiscopie, primind două sufragane: Radom și Sosnowiec. Actualul arhiepiscop este Wacław Depo, numit în funcție în anul 2011.